# Belgorod
Belgorod (în rusă Белгород) este un oraș din Regiunea Belgorod, Federația Rusă și are o populație de 340.943 de locuitori.
Diorama din Belgorod este un muzeu dedicat bătăliei de tancuri din 1943 între armata sovietică și armata nazistă.

## Personalități născute aici
- Svetlana Horkina (n. 1979), gimnastă, om politic.